# 나가노 아이
나가노 아이(일본어: 永野 愛 ながの あい[*])는 사이타마현 출신의 일본 여성 성우이다. 데뷔 당시에는 오피스CHK 소속이었으나 현재는 BOOK SLOPE 소속이다.

## 경력·인물
1997년 애니메이션 큐티 하니 F로 데뷔. 주인공인 키사라기 하니/큐티 하니 역을 담당했다.
디지몬 시리즈와 인연이 깊어 디지몬 세이버즈까지 전 시리즈에 출연했으며 프리큐어 시리즈와도 인연이 깊어 시리즈 중 4작품에 출연했다.
꼬마마법사 레미 시리즈에서도 4년동안 조연 캐릭터를 담당하는 등 도에이 애니메이션 작품에 출연한 비율이 높다.

## 출연 작품

### TV 애니메이션
1997년
- 낚시왕 강바다 - 미유키 등
- 소년탐정 김전일 - 간호사, 웨이트리스, 시라이시 미에
- 큐티 하니 F - 키사라기 하니/큐티 하니 (데뷔 작)
- 하니타로 입니다. - 러블리 등

1998년
- 봄뜰의 셋째 - 요괴 28호 등
- 비밀의 앗코쨩 - 싯포나, 모리야마 선생 등
- 신비한 마법 판판 파마시 - 시부, 논스케 등
- 여기봐! 미이코 - 오가와 유우코
- 오자루마루 - 아키코
- 헬리터코푸쨩 - 테루테루타코보즈 등

1999년
- 구슬동자 - 소년봉
- 꼬마마법사 레미 - 타마키 레이카 (나옥수)
- 디지몬 어드벤쳐 - 레이디데블몬
- 신의 괴도 잔느 - 츠구미

2000년
- 꼬마마법사 레미 샵 - 타마키 레이카 (나옥수)
- 파워 디지몬 - 레이디 데블몬

2001년
- 꼬마마법사 레미 포르테 - 타마키 레이카 (나옥수), 타마키 에리카 (나혜수), 메어리 (메리)
- 노노쨩 - 미야베
- 디지몬 테이머즈 - 리 슈촌 (곽소희)

2002년
- 꼬마마법사 레미 비바체 - 타마키 레이카 (나옥수)
- 디지몬 프론티어 - 토게몬 선생, 네페르티몬

2003년
- 금색의 갓슈벨 - 빅 보잉, 달리아, 체릿슈, 메구미의 매니저, 룬, 히로미 외
- 내일의 나쟈 - 에반스 선생, 피터

2004년
- 꼬마마법사 레미 비밀편 - 타마키 레이카 (나옥수), 메어리 (메리)
- 빛의 전사 프리큐어 - 타케노우치 선생 (구아현 선생)

2005년
- SoltyRei - 리타
- 갑충왕자 무시킹 숲의 주민의 전설
- 프리큐어 Max Heart - 타케노우치 선생 (구아현 선생), 씨쿤

2006년
- 디지몬 세이버즈 - 쿠로사키 미키
- 에어 기어
- 워킹맨 - 히로코의 친구, 마사지 가게 점원

2007년
- Yes! 프리큐어5 - 아키모토 코마치 (박하늘)/큐어 민트, 아키모토 마도카 (박하영)

2008년
- Yes! 프리큐어5 GoGo! - 아키모토 코마치 (박하늘)/큐어 민트, 아키모토 마도카 (박하영)

2011년
- 오자루마루 - 타마키

2012년
- 토리코 - 메리아

2013년
- 토리코 - 푸킨

2014년
- 소년탐정 김전일 R - 요시나가 선생

### OVA
- switch - 직원
- 동창회 Yesterday Once More - 카노 마코토

### 극장판 애니메이션
- 극장판 꼬마마법사 레미 샵 - 타마키 레이카 (나옥수)
- 디지몬 시리즈
  - 디지몬 어드벤처 - 어린 아이
  - 디지몬 테이머즈 모험자들의 싸움 - 리 슈촌 (곽소희)
  - 디지몬 테이머즈 폭주 디지몬 특급 - 리 슈촌 (곽소희), 鳳麗花
- 테즈카 오사무의 붓다 붉은 사막이여! 아름답게
- 극장판 큐티 하니 F - 키사라기 하니/큐티 하니
- 프리큐어 시리즈
  - 극장판 Yes! 프리큐어5 거울나라의 미라클 대모험 - 아키모토 코마치 (박하늘)/큐어 민트
  - 극장판 Yes! 프리큐어5 GoGo! 과자나라의 해피 버스 데이 - 아키모토 코마치 (박하늘)/큐어 민트
  - 극장판 프리큐어 올스타즈 DX 우린 모두 친구☆기적같은 전원 대집합! - 아키모토 코마치 (박하늘)/큐어 민트
  - 극장판 프리큐어 올스타즈 DX2 희망의 빛☆레인보우 쥬얼을 지켜라! - 아키모토 코마치 (박하늘)/큐어 민트
  - 극장판 프리큐어 올스타즈 DX3 미래에 전하라! 세계를 이어주는☆무지갯빛 꽃 - 아키모토 코마치 (박하늘)/큐어 민트
  - 극장판 프리큐어 올스타즈 NewStage3 영원한 친구 - 아키모토 코마치 (박하늘)/큐어 민트

### 게임
1997년
- 포토제닉 - 오리하라 우미

1998년
- 무지갯빛 트윙클 ~빙글빙글 대작전~ - 마키
- 별언덕학원 이야기 학원제 - 유키야나기 나즈나
- 첫사랑 발렌타인 SPECIAL - 야마가타 나미
- 트윈스 스토리 너에게 전하고 싶어서... - 키리야마 쿄코
- 풀하우스 ~여배우 이야기~ - ?
- 해변에서 리치! - 시도 쿄카

1999년
- BOYS BE... 2nd season - 스즈키 사에
- Spiritual Soul - 유니
- 마법소녀 대작전 - 리리오
- 언젠가, 겹쳐질 미래로 - 베르・미하일로부나
- 트루 러브 스토리 2 - 모리시타 아카네

2000년
- 펀치매니아 북두의 권 2 격투수라의 국편

2001년
- 트루 러브 스토리 3 - 미사카 아야나

2002년
- 꼬마마법사 레미 비바체 무지갯빛 파라다이스 - 타마키 레이카 (나옥수), 타마키 에리카 (나혜수)

2004년
- 꼬마마법사 레미 어드벤쳐 비밀의 마법 - 타마키 레이카 (나옥수) ※PCALL

2005년
- 금색의 갓슈벨 고! 고! 마물 파이트!! - 빅 보잉
- 프리큐어 Max Heart 정말?정말!?파이트로 뭐~어때

2006년
- 디지몬 세이버즈 Another Mission - 쿠로사키 미키, 아이A

2007년
- Yes! 프리큐어5 - 아키모토 코마치 (박하늘)/큐어 민트

2011년
- 마지카★마지카 - 코모리 히나

### 실사
- 대일본인 - 돈 터치 미 (목소리)

### 라디오
- 나가노 아이의 문화제 실행 위원회
- 아이다! 미츠오다! 비타민 라디오
- 치에와 아이의 꿈꾸는 TOY BOX

### CD
- 드라마CD 꼬마마법사 레미 17 - 타마키 레이카 (나옥수)
- 드라마CD Re : 큐티 하니
- 디지몬 테이머즈 베스트 테이머즈 (8) 리 슈촌 (곽소희)&로프몬
- 바카노! - 레이첼
- 착한 용의 죽이는 방법